# Polino
Polino es un municipio italiano situado en la provincia de Terni, en Umbria. Tiene una población estimada, a fines de agosto de 2024, de 213 habitantes.

## Evolución demográfica
| Gráfica de evolución demográfica de Polino entre 1861 y 2024 |
|                                                              |
| Fuente: ISTAT - Elaboración gráfica de Wikipedia             |